# 東急ホームショー ゆかいな広場
『東急ホームショー ゆかいな広場』（とうきゅうホームショー ゆかいなひろば）は、1967年1月21日から同年4月1日までNET系列で放送されていたNETテレビ（現・テレビ朝日）製作のバラエティ番組である。東急リビンググループの単独提供。放送時間は毎週土曜 19:00 - 19:30（日本標準時）。
「私がテレビに出演できたらこんなことをやりたい、あんなことをやりたい」と思っている視聴者を招待し、その願いを叶えさせようという趣向の視聴者参加型番組。番組には、育ってきた環境も世代も異なる一般参加者同士のペア×3組が出場し、各々のテレビ出演に懸ける想いを語った後に歌や特技を披露した。そして番組のラストでは参加者全員が1つの「テレビ家族」になり、アットホームな雰囲気を醸し出す模様が放送された。
司会は小島正雄と島倉千代子が務めていた。